# 가나자와 세이료 대학
가나자와 세이료 대학(金沢星稜大学)은 일본의 이시카와현 가나자와시에 있는 사립대학이다. 1932년에 창설된 호쿠리쿠 메이세이 주산박기전수학교(明正珠算簿記専修学校)가 기원. 2002년에 이름을 개칭하여 대학원을 설치다.